# Маргарет О'Браєн
Маргарет О'Бра́єн (англ. Margaret O'Brien, при народженні Анджела Максін О'Браєн, англ. Angela Maxine O'Brien; нар. 15 січня 1937, Сан-Дієго,  Каліфорнія) — американська акторка театру, кіно та телебачення.

## Життєпис
Народилася 15 січня 1937 року у Сан-Дієго, Каліфорнія, в родині Лоренса О'Браєна, артиста цирку, та Гледіс Флорес, танцівниці фламенко.
Вперше на великому екрані з'явилася у 4-річному віці в епізодичній ролі у фільмі «Хлопчаки з Бродвею» (1941) студії MGM, а перший успіх прийшов рік потому з головною роллю в фільмі «Подорож Маргарет». 1944 року виконала свою найвідомішу роль — 6-річну Туті Сміт, молодшу сестру героїні Джуді Гарленд, в музичній стрічці «Зустрінь мене в Сент-Луїсі», за яку наступного року отримала Молодіжну нагороду Академії як видатна дитина-акторка. Також помітними стали її ролі у фільмах «Джейн Ейр» (1944), «Музика для мільйонів» (1944), «У нас росте ніжний виноград» (1945), «Негідник Баскомб» (1946), «Троє мудрих дурнів» (1946), «Таємний сад» (1949) та «Маленькі жінки» (1949).
1948 року було видано книгу О'Браєн «Мій щоденник» (англ. My Diary) — її дитячий щоденник з власними ілюстраціями та передмовою Лайонела Беррімора.
З початком 1950-х років акторка, вийшовши з дитячого віку, стала зніматися значно менше, її «дорослі» ролі були менш популярними. Пізніше продовжувала час від часу з'являтися в кіно і на телебаченні, грала у театрі. У неї були ролі в серіалах «Перрі Мейсон», «Сиром'ятний батіг», «Доктор Кілдер», «Готель», «Вона написала вбивство» та інших.
У лютому 1960 року удостоєна двох іменних зірок на Голлівудській алеї слави — за свій внесок у кіно та телебачення.

## Особисте життя
9 серпня 1959 року О'Браєн вступила у шлюб з Гарольдом Алленом-молодшим. Розлучилися 1968 року. 5 червня 1974 року її другим чоловіком став Рой Торвальд Торсен. 1977 року у пари народилася дочка Мара Толене Торсен.

## Фільмографія
| Рік  |    | Українська назва                                     | Оригінальна назва              | Роль                        |
| ---- | -- | ---------------------------------------------------- | ------------------------------ | --------------------------- |
| 1941 | ф  | Хлопчаки з Бродвею                                   | Babes on Broadway              | Максін                      |
| 1942 | ф  | Подорож Маргарет                                     | Journey for Margaret           | Маргарет Вайт               |
| 1943 | кф | Ти, Джоне Джонс!                                     | You, John Jones!               | дочка                       |
| 1943 | ф  | Кримінальна справа доктора Гіллеспі                  | Dr. Gillespie's Criminal Case  | Маргарет                    |
| 1943 | ф  | Тисячі привітань                                     | Thousands Cheer                | покупець                    |
| 1943 | ф  | Мадам Кюрі                                           | Madam Curie                    | Ірен Кюрі у 5 років         |
| 1943 | ф  | Загублений ангел                                     | Lost Angel                     | Альфа                       |
| 1944 | ф  | Джейн Ейр                                            | Jane Eyre                      | Адель Варенс                |
| 1944 | ф  | Кентервільський привид                               | The Canterville Ghost          | леді Джессіка де Кентервіль |
| 1944 | ф  | Зустрінь мене в Сент-Луїсі                           | Meet Me in Sent Louis          | Туті Сміт                   |
| 1944 | ф  | Музика для мільйонів                                 | Music for Millions             | Майк                        |
| 1945 | ф  | У нас росте ніжний виноград                          | Our Vines Have Tender Grapes   | Селма Якобсон               |
| 1946 | ф  | Негідник Баскомб                                     | Bad Bascomb                    | Еммі                        |
| 1946 | ф  | Троє мудрих дурнів                                   | There Wise Fools               | Шейла О'Монаган             |
| 1947 | ф  | Незавершений танець                                  | The Unfinished Dance           | Мег Мерлін                  |
| 1948 | ф  | Велике місто                                         | Big City                       | Мідж                        |
| 1948 | ф  | Янгол з Десятої авеню                                | Tenth Avenue Angel             | Флавія Міллс                |
| 1949 | ф  | Маленькі жінки                                       | Little Women                   | Бет Марч                    |
| 1949 | ф  | Таємний сад                                          | The Secret Garden              | Мері Леннокс                |
| 1951 | ф  | Її перший роман                                      | Her First Romance              | Бетті Фостер                |
| 1952 | ф  | Рука в руці                                          | Futari no hitori               | Кетрін Макдермот            |
| 1956 | ф  | Глорі                                                | Glory                          | Кларібель Тілбі             |
| 1958 | тф | Маленькі жінки                                       | Little Women                   | Бет Марч                    |
| 1958 | с  | Погоня                                               | Pursuit                        | Мара                        |
| 1959 | с  | Сиром'ятний батіг                                    | Rawhide                        | Бетсі Стаффер               |
| 1959 | с  | Пригоди в раю                                        | Adventures in Paradise         | Філліс Віллоубі             |
| 1960 | ф  | Чортиця в рожевому трико                             | Heller in Pink Things          | Делла Саусбі                |
| 1960 | тф | Меггі                                                | Maggie                         | Меггі Бредлі                |
| 1962 | с  | Доктор Кілдер                                        | Dr. Kildare                    | медсестра Лорі Палмер       |
| 1963 | с  | Перрі Мейсон                                         | Perry Mason                    | Вірджинія Трент             |
| 1972 | с  | Доктор Маркус Велбі                                  | Marcus Welby, M.D.             | Нева Філліпс                |
| 1981 | ф  | Емі                                                  | Amy                            | Хейзел Джонсон              |
| 1983 | с  | Готель                                               | Hotel                          | Марта Коннеллі              |
| 1991 | с  | Вона написала вбивство                               | Murder, She Wrote              | Флоренс                     |
| 1991 | с  | Нові пригоди Лессі                                   | New Lassie                     | Елізабет Гелмс              |
| 2017 | ф  | Доктор Джекіл і містер Гайд                          | Dr. Jekyll and Mr. Hyde        | місіс Стівенсон             |
| 2017 | ф  | Гелловін: Смертельна пастка. Кицьки будуть покарані! | Halloween Pussy Trap Kill Kill | бабуся Бріджит              |
| 2018 | ф  | Гай Преппера                                         | Prepper's Grove                | Жіжі                        |
| 2018 | ф  | Це наше Різдво                                       | This Is Our Christmas          | місіс Фоксворз              |
| 2018 | ф  | Імпактна подія                                       | Impact Event                   | Аманда                      |

## Нагороди
Молодіжна нагорода Академії
- 1945 — Видатна дитина-акторка 1944 року (Зустрінь мене в Сент-Луїсі).

Молодий актор
- 1990 — За досягнення колишньої дитини-акторки (Подорож Маргарет).

## Галерея

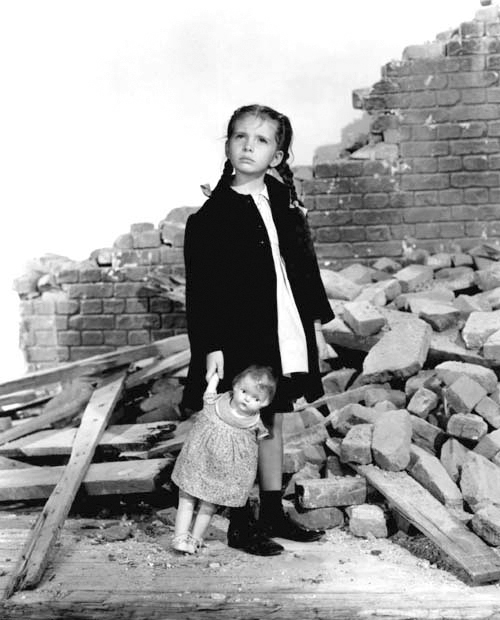
Маргарет О'Браєн у фільмі «Подорож Маргарет» (1942)
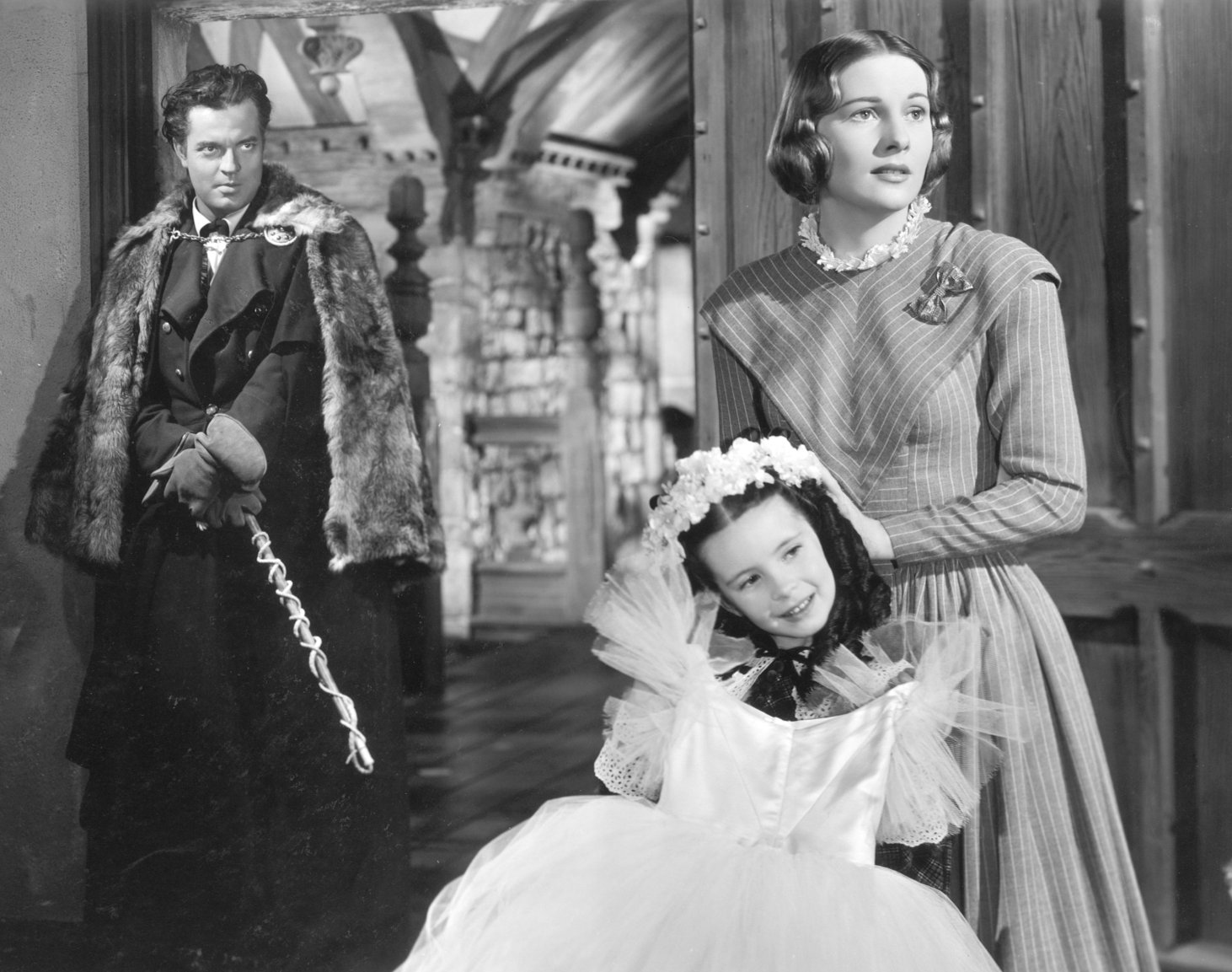
Орсон Веллс, Маргарет О'Браєн та Джоан Фонтейн на зйомках фільму «Джейн Ейр» (1943)
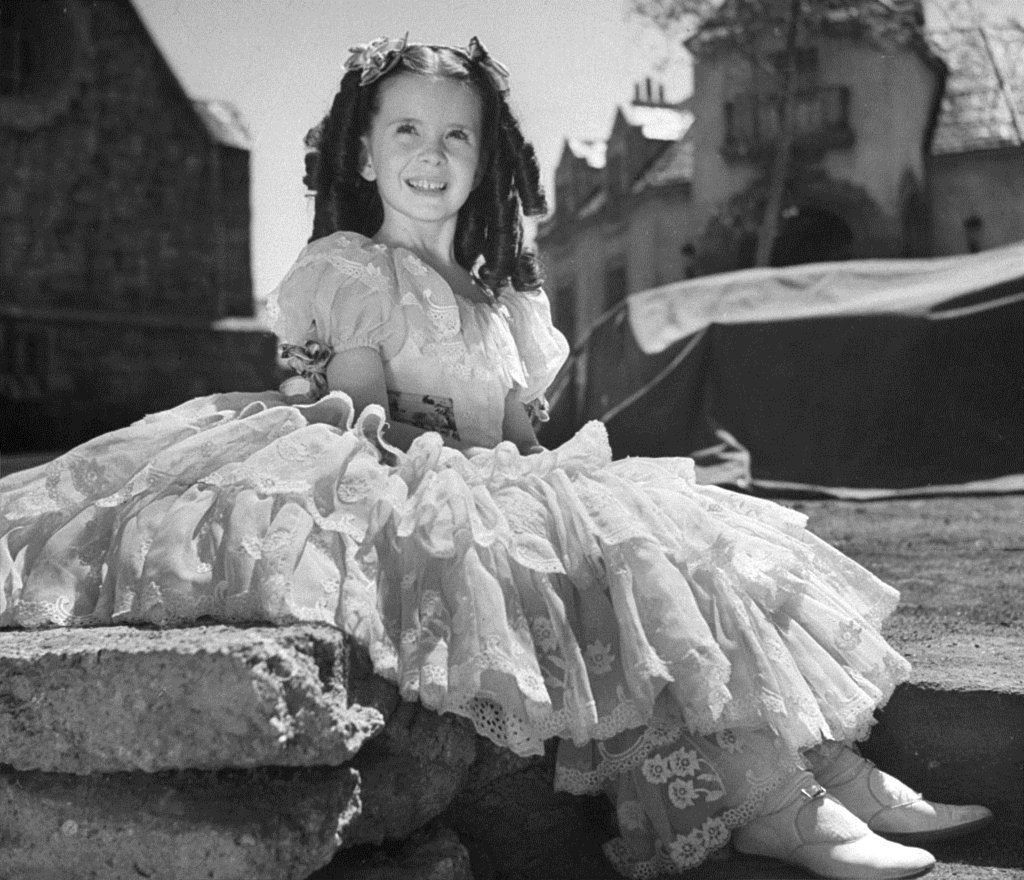
Маргарет О'Браєн у фільмі «Джейн Ейр» (1944)
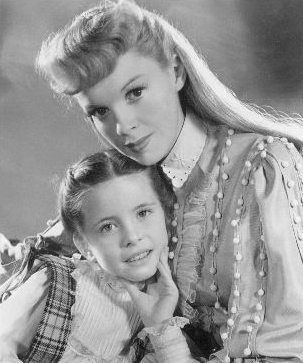
Маргарет О'Браєн з Джуді Гарленд у фільмі «Зустрінь мене в Сент-Луїсі» (1944)
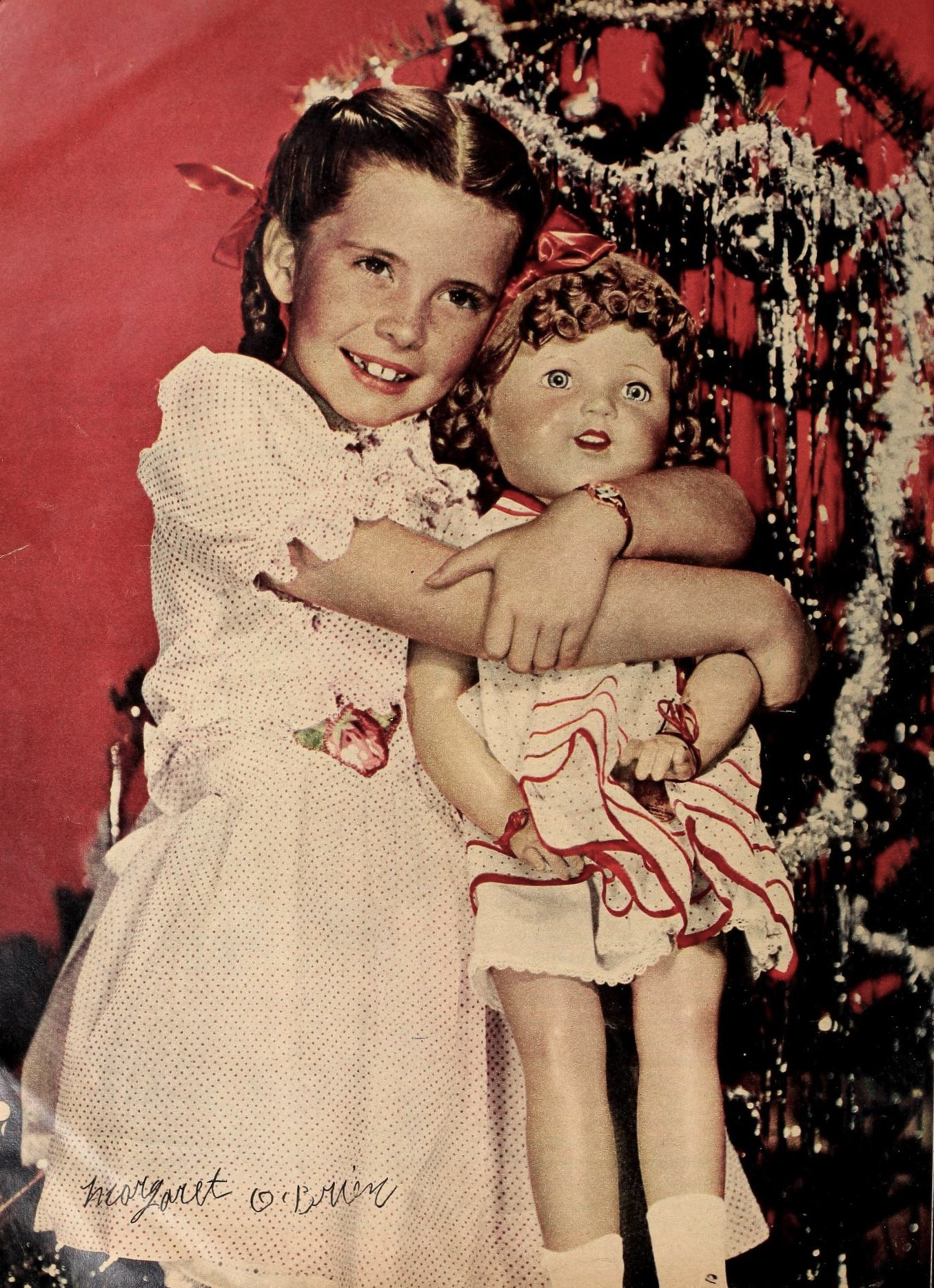
Маргарет О'Браєн у 1944 році
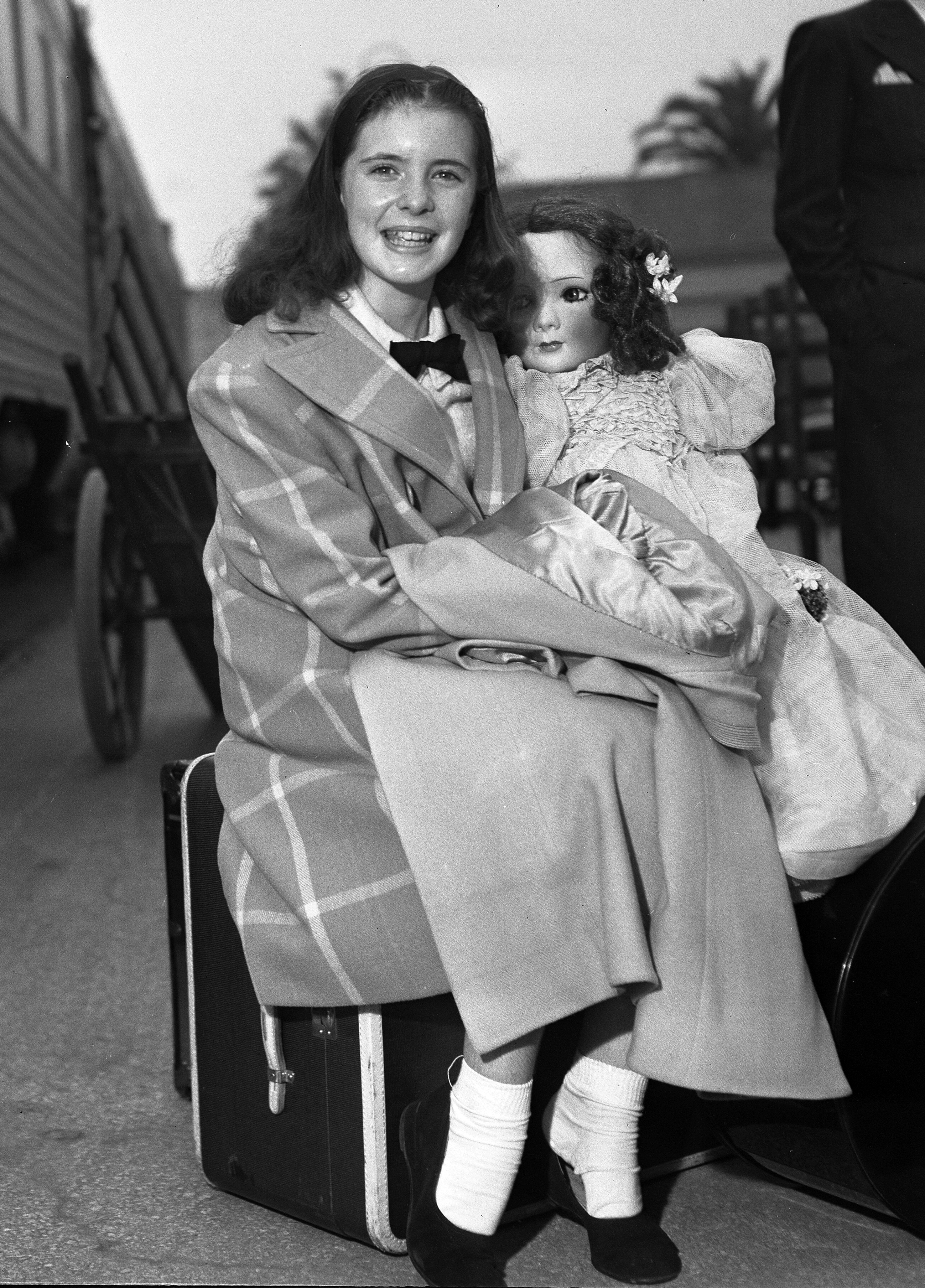
Маргарет О'Браєн у 1948 році
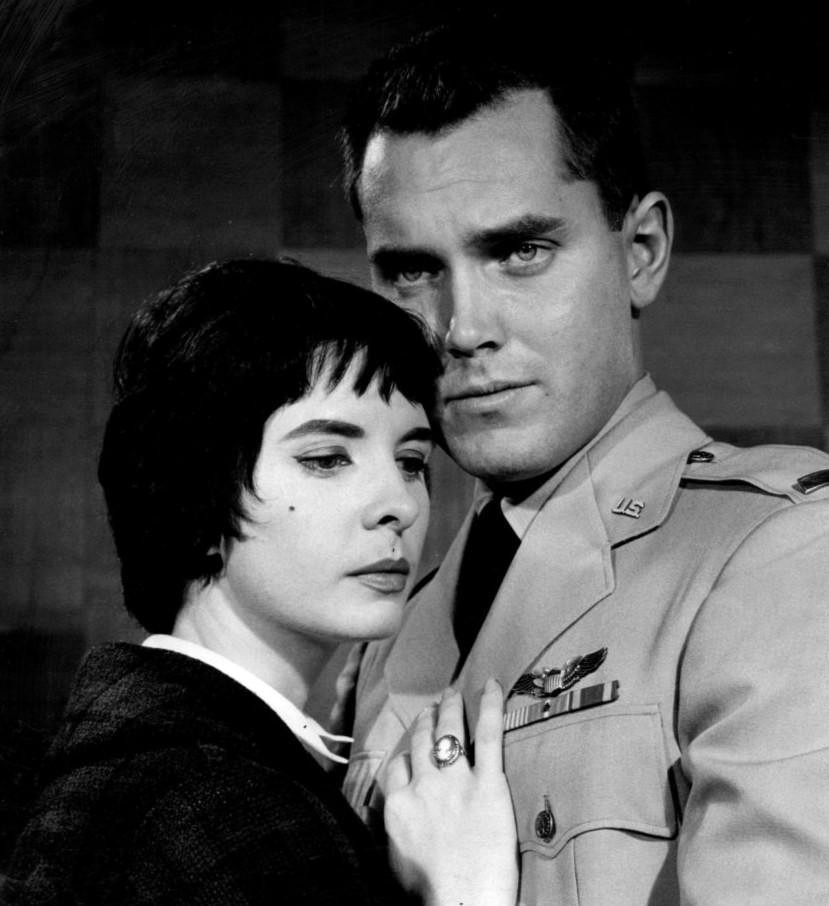
Маргарет О'Браєн з Джефрі Гантером у серіалі «Погоня» (1958)
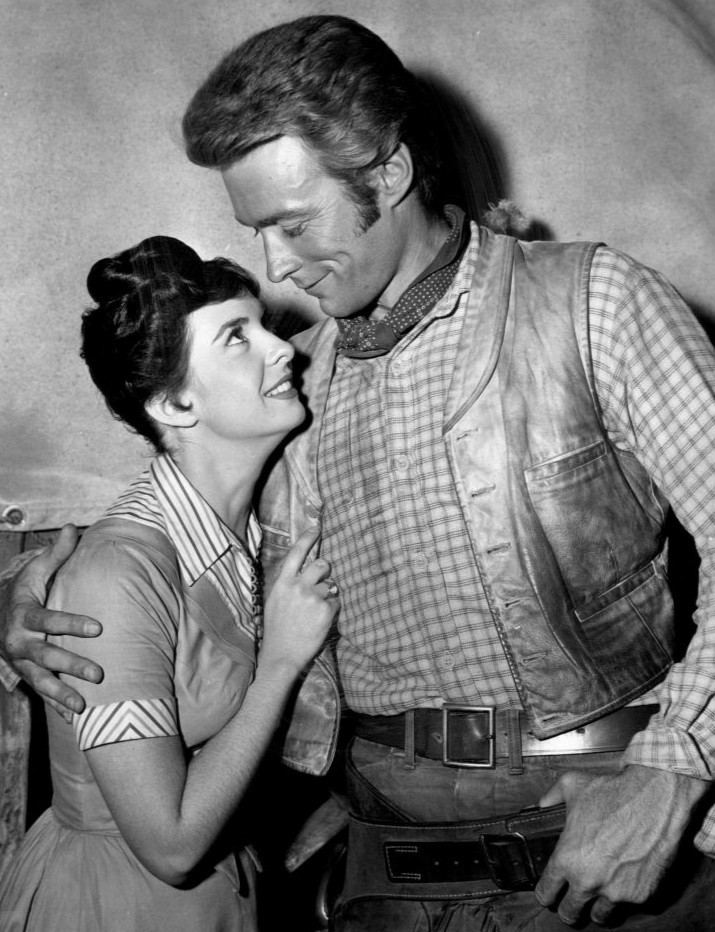
Маргарет О'Браєн з Клінтом Іствудом у серіалі «Сиром'ятний батіг» (1959)